# Denis Henriquez
Denis Henriquez (Oranjestad, 10 oktober 1945) is een Arubaans auteur (prozaschrijver, dichter, toneelschrijver).
Denis Henriquez groeide op als kind tussen vier vrouwen: in een huis met zijn moeder en haar twee zussen en een oudtante, die zorgen voor een rooms-katholieke opvoeding.
Denis Henriquez gaat naar het Dominicuscollege, eerst de lagere school en vanaf 1958 naar de HBS-afdeling, maar hij stapt in 1959 over naar het Colegio Arubano. Hij behaalt in 1963 zijn diploma HBS-B en gaat naar Nederland, om in Delft natuurkunde te studeren.
Hij was leraar op het Colegio Arubano, werd nadien actief als docent op het Erasmiaans Gymnasium in Rotterdam.
Hij is auteur van 6 boeken, waaronder 4 Nederlandstalige romans.  Daarnaast won hij in 1990 de Prijsvraag van het Antilliaans Verhaal met een kortverhaal en schreef hij het script voor de film Dera Gai.

## Werken
- 1981 E soño di Alicia. Gebaseerd op "Alice in Wonderland" van Lewis Carroll
- 1988 Kas pabow (gedichtenbundel)
- 1992 Zuidstraat (Bezige Bij)
- 1995 Delft blues (Bezige Bij)
- 1999 De zomer van Alejandro Bulos(Bezige Bij)
- 2014 Lenga di mi mama (gedichtenbundel)
- 2014 Aruban Landscapes
- 2016 Het sterven van Rebecca Lopez Ikario (uitgeverij Marmer)